# Ицехо
Ицехо (њем. Itzehoe) град је у њемачкој савезној држави Шлезвиг-Холштајн. Једно је од 112 општинских средишта округа Штајнбург. Према процјени из 2010. у граду је живјело 32.732 становника. Посједује регионалну шифру (AGS) 1061046, NUTS (DEF0E) и LOCODE (DE ITZ) код.

## Географски и демографски подаци
Ицехо се налази у савезној држави Шлезвиг-Холштајн у округу Штајнбург. Град се налази на надморској висини од 22 метра. Површина општине износи 28,0 km². У самом граду је, према процјени из 2010. године, живјело 32.732 становника. Просјечна густина становништва износи 1.168 становника/km².

## Међународна сарадња
| Мјесто       | Држава               | Врста сарадње | Од    |
| ------------ | -------------------- | ------------- | ----- |
|              | Пољска               | партнерство   | 1990. |
| Сајренсестер | Уједињено Краљевство | партнерство   | 1982. |
|              | Француска            | партнерство   | 1988. |
| Извор        |                      |               |       |